# Værker af Felix Mendelssohn
Dette er en liste over værker af den tyske komponist Felix Mendelssohn (1809-1847).

## Værker efter katalognummer
Denne liste indbefatter posthumt udgivne værker, der er blevet tildelt opusnummer efter Mendelssohns død. Kun opus 1-72 blev nummereret af Mendelssohn, de efterfølgende af forskellige forlæggere. Opusnumrene stemmer derfor ikke altid overens med kompositionsrækkefølgen.

### Værker medopusnummertildelt af Mendelssohn

#### Opus 1-20
- Op. 1, Klaverkvartet Nr. 1 i c-mol (1822)
- Op. 2, Klaverkvartet Nr. 2 i f-mol (1823)
- Op. 3, Klaverkvartet Nr. 3 i h-mol (1824–1825)
- Op. 4, Violinsonate i f-mol (1825)
- Op. 5, Capriccio i fis-mol for klaver (1825)
- Op. 6, Klaversonate Nr. 1 i E-dur (1826)
- Op. 7, Pièces caractéristiques for klaver (1827)
  - Nr. 1 Sanft und mit Empfindung
  - Nr. 2 Mit heftiger Bewegung
  - Nr. 3 Kräftig und feurig
  - Nr. 4 Schnell und beweglich
  - Nr. 5 Ernst und mit steigender Lebhaftigkeit
  - Nr. 6 Sehnsüchtig
  - Nr. 7 Leicht und luftig
- Op. 8, 12 sange for vokal og klaver (1824–1828)
  - Nr. 1 "Minnelied im Mai: Holder klingt der Vogelsang"
  - Nr. 2 "Das Heimweh: Was ist's das mir den Atem hemmet" (komponeret af Fanny Mendelssohn, men udgivet i Felix’ navn)[1]
  - Nr. 3 "Italien: Schöner und schöner schmückt sich" (komponeret af Fanny Mendelssohn)[1]
  - Nr. 4 "Erntelied: Es ist ein Schnitter, der heißt Tod"
  - Nr. 5 "Pilgerspruch: Laß dich nur nichts nicht dauern"
  - Nr. 6 "Frühlingslied. In schwäb. Mundart: Jetzt kommt der Frühling"
  - Nr. 7 "Maienlied: Man soll hören süßes Singen"
  - Nr. 8 "Hexenlied. Andres Maienlied: Die Schwalbe fliegt"
  - Nr. 9 "Abendlied: Das Tagewerk ist abgethan"
  - Nr. 10 "Romanze: Einmal aus seinen Blicken"
  - Nr. 11 "Im Grünen: Willkommen im Grünen"
  - Nr. 12 "Suleika und Hatem: An des lust'gen Brunnens Rand" (komponeret af Fanny Mendelssohn)[1]
- Op. 9, 12 lieder for vokal og klaver (1829–1830)
  - Nr. 1 "Frage: Ist es wahr?"
  - Nr. 2 "Geständnis: Kennst du nicht das Gluthverlangen"
  - Nr. 3 "Wartend (Romanze): Sie trug einen Falken"
  - Nr. 4 "Im Frühling: Ihr frühlingstrunknen Blumem"
  - Nr. 5 "Im Herbst: Ach wie schnell die Tage fliehen"
  - Nr. 6 "Scheidend: Wie so gelinde die Fluth bewegt"
  - Nr. 7 "Sehnsucht: Fern und ferner schallt der Reigen" (komponeret af Fanny Mendelssohn)[2]
  - Nr. 8 "Frühlingsglaube: Die linden Lüfte sind erwacht"
  - Nr. 9 "Ferne: In weite Ferne will ich träumen"
  - Nr. 10 "Verlust: Und wussten's die Blumen" (komponeret af Fanny Mendelssohn)[2]
  - Nr. 11 "Entsagung: Herr, zu dir will ich mich retten"
  - Nr. 12 "Die Nonne: Im stillen Klostergarten" (komponeret af Fanny Mendelssohn)[2]
- Op. 10, Die Hochzeit des Camacho (Camachos Bryllup) (syngespil)
- Op. 11, Symfoni Nr. 1 i c-mol (1824)
- Op. 12, Strygekvartet Nr. 1 i Es-dur (1829)
- Op. 13, Strygekvartet Nr. 2 i a-mol (1827)
- Op. 14, Rondo capriccioso i E-dur for klaver (1824)
- Op. 15, Fantasi over "The Last Rose of Summer" i E-dur for klaver (1827)
- Op. 16, Fantasier og capricer for klaver (1829)
  - Nr. 1 Fantasi i a-mol
  - Nr. 2 Caprice eller Scherzo i e-mol
  - Nr. 3 Fantasi i E-dur ("Bækken")
- Op. 17, Variations concertantes i D-dur for klaver og cello (1829)
- Op. 18, Strygekvintet Nr. 1 i A-dur (1826, 1832)
- Op. 19a, Seks sange for vokal og klaver (1830–1834)
  - Nr. 1 "Frühlingslied: In dem Walde, süsse Tone"
  - Nr. 2 "Das erste Veilchen: Als ich das erste Veilchen erblickt"
  - Nr. 3 "Winterlied: Mein Sohn, wo willst du hin so spät"
  - Nr. 4 "Neue Liebe: In dem Mondenschein im Walde"
  - Nr. 5 "Gruss: Leise zieht durch mein Gemüth"
  - Nr. 6 "Reiselied: Bringet des treusten Herzens Grüsse"
- Op. 19b, Lieder ohne Worte for klaver, bog 1 (1829–1830)
  - Nr. 1 Andante con moto i E-dur
  - Nr. 2 Andante espressivo i a-mol
  - Nr. 3 Molto allegro e vivace i A-dur (”Jägerlied”)
  - Nr. 4 Moderato i A-dur
  - Nr. 5 Poco agitato i fis-mol
  - Nr. 6 Andante sostenuto i g-mol ("Venezianisches Gondellied" (veneziansk barkarole) Nr. 1)
- Op. 20, Strygeoktet i Es-dur (1825)

#### Opus 21-40
- Op. 21, Ouverture til En skærsommernatsdrøm i E-dur for orkester (1826)
- Op. 22, Capriccio brilliant i h-mol for klaver og orkester (1832)
- Op. 23, Three sacred pieces for solister, kor og orgel
  - Nr. 1 Aus tiefer Not schrei' ich zu dir
  - Nr. 2 Ave Maria
  - Nr. 3 Mitten wir im Leben sind mit dem Tod umfangen
- Op. 24, Ouverture i C-dur for blæsere (1824–1838)
- Op. 25, Klaverkoncert Nr. 1 i g-mol (1831)
- Op. 26, Ouverturen Hebriderne i h-mol for orkester (1830–1832) (også kendt som Fingal's Cave)
- Op. 27, Meeresstille und glückliche Fahrt, ouverture i D-dur for orkester (1828)
- Op. 28, Fantasi i fis-mol for klaver ("Sonate écossaise")
- Op. 29, Rondo brilliant i Es-dur for klaver og orkester (1834)
- Op. 30, Lieder ohne Worte for klaver, bog 2 (1833–1834)
  - Nr. 1 Andante espressivo i Es-dur
  - Nr. 2 Allegro di molto i b-mol
  - Nr. 3 Adagio non troppo i E-dur
  - Nr. 4 Agitato e con fuoco i h-mol
  - Nr. 5 Andante grazioso i D-dur
  - Nr. 6 Allegretto tranquillo i fis-mol ("Venezianisches Gondellied" eller Venetiansk Barkarole Nr. 2)
- Op. 31, Salme CXV ("Non nobis, Domine") for kor og orkester (1830)
- Op. 32, Das Märchen von der schönen Melusine Overture i F-dur for orkester (1833)
- Op. 33, Tre Capricer for klaver (1833–1835)
  - Nr. 1 Caprice i a-mol
  - Nr. 2 Caprice i E-dur
  - Nr. 3 Caprice i b-mol
- Op. 34, Seks sange for vokal og klaver (1834–1836)
  - Nr. 1 "Minnelied: Leucht't heller als die Sonne"
  - Nr. 2 "Auf Flügeln des Gesanges: Auf Flügeln des Gesanges"
  - Nr. 3 "Frühlingslied: Es brechen im schallenden Reigen"
  - Nr. 4 "Suleika: Ach, um deine feuchten Schwingen"
  - Nr. 5 "Sonntagslied: Ringsum erschallt in Wald und Flur"
  - Nr. 6 "Reiselied: Der Herbstwind rüttelt die Bäume"
- Op. 35, Seks præludier og fugaer for klaver (1832–1837)
  - Nr. 1 Præludium og Fuga i e-mol
  - Nr. 2 Præludium og Fuga i D-dur
  - Nr. 3 Præludium og Fuga i h-mol
  - Nr. 4 Præludium og Fuga i As-dur
  - Nr. 5 Præludium og Fuga i f-mol
  - Nr. 6 Præludium og Fuga i B-dur
- Op. 36, Paulus (oratorium) for kor og orkester (1836)
- Op. 37, Tre Præludier og Fugaer for orgel (1837)
  - Nr. 1 Præludium og Fuga i c-mol
  - Nr. 2 Præludium og Fuga i G-dur
  - Nr. 3 Præludium og Fuga i d-mol
- Op. 38, Lieder ohne Worte for klaver, bog 3 (1836–1837)
  - Nr. 1 Con moto in Es-dur
  - Nr. 2 Allegro non troppo i c-mol
  - Nr. 3 Presto e molto vivace i E-dur
  - Nr. 4 Andante i A-dur
  - Nr. 5 Agitato i a-mol
  - Nr. 6 Andante con moto i As-dur ("Duetto")
- Op. 39, Tre motetter for kvindeligt kor og orgel (1830)
  - Nr. 1 Veni, Domine
  - Nr. 2 Laudate pueri
  - Nr. 3 Surrexit pastor
- Op. 40, Klaverkoncert Nr. 2 i d-mol (1837)

#### Opus 41-60
- Op. 41, Seks lieder for blandet vokal a cappella (1834–1838)
  - Nr. 1 "Im Walde: Ihr Vögel in den Zweigen schwank"
  - Nr. 2 "Entflieh' mit mir: Entflieh' mit mir"
  - Nr. 3 "Es fiel ein Reif: Es fiel ein Reif"
  - Nr. 4 "Auf ihrem Grab: Auf ihrem Grab"
  - Nr. 5 "Mailied: Der Schnee zerrinnt"
  - Nr. 6 "Auf dem See: Und frische Nahrung"
- Op. 42, Salme 42 for kor og orkester (1837)
- Op. 43, Serenade og Allegro giocoso i h-mol for klaver og orkester (1838)
- Op. 44, Tre strygekvartetter
  - Nr. 1 Strygekvartet Nr. 3 i D-dur (1838)
  - Nr. 2 Strygekvartet Nr. 4 i e-mol (1837)
  - Nr. 3 Strygekvartet Nr. 5 i Es-dur (1838)
- Op. 45, Cellosonate Nr. 1 i B-dur (1838)
- Op. 46, Salme XCV ("Come, let us sing") for kor og orkester (1838)
- Op. 47, Seks sange for vokal og klaver (1839)
  - Nr. 1 "Minnelied: Wie der Quell so lieblich klinget"
  - Nr. 2 "Morgengruss: Über die Berge steigt schon die Sonne"
  - Nr. 3 "Frühlingslied: Durch den Wald, den dunklen, geht"
  - Nr. 4 "Volkslied: Es ist bestimmt in Gottes Rath"
  - Nr. 5 "Der Blumenstrauss: Sie wandelt im Blumengarten"
  - Nr. 6 "Bei der Wiege: Schlummre! Schlummre und träume von kommender Zeit"
- Op. 48, Der erste Frühlingstag for blandet vokal a cappella (1839)
  - Nr. 1 "Frühlingsahnung: O sanfter süsser Hauch"
  - Nr. 2 "Die Primel: Liebliche Blume"
  - Nr. 3 "Frühlingsfeier: Süsser, goldner Frühlingstag"
  - Nr. 4 "Lerchengesang: Wie lieblicher Klang"
  - Nr. 5 "Morgengebet: O wunderbares tiefes Schweigen"
  - Nr. 6 "Herbstlied: Holder Lenz, du bist dahin"
- Op. 49, Klavertrio Nr. 1 i d-mol (1839)
- Op. 50, Seks lieder for fire mandlige sangere a cappella (1837–1840)
  - Nr. 1 "Türkisches Schenkenlied: Setze mir nicht, du Grobian"
  - Nr. 2 "Der Jäger Abschied: Wer hat dich, du schöner Wald"
  - Nr. 3 "Sommerlied: Wie Feld und Au' so blinkend im Thau"
  - Nr. 4 "Wasserfahrt: Am fernen Horizonte"
  - Nr. 5 "Liebe und Wein: Liebesschmerz. Was quälte dir dein armes Herz"
  - Nr. 6 "Wanderlied: Vom Grund bis zu den Gipfeln"
- Op. 51, Salme CXIV ("When Israel out of Egypt came") for dobbeltkor og orkester (1839)
- Op. 52, Symfoni Nr. 2 i B-dur ("Lobgesang") (1840)
- Op. 53, Lieder ohne Worte for klaver, bog 4 (1839–1841)
  - Nr. 1 Andante con moto i As-dur
  - Nr. 2 Allegro non troppo i Es-dur
  - Nr. 3 Presto agitato i g-mol
  - Nr. 4 Adagio i F-dur
  - Nr. 5 Allegro con fuoco i a-mol ("Volkslied")
  - Nr. 6 Molto Allegro vivace i A-dur
- Op. 54, Variations sérieuses for klaver (1841)
- Op. 55, Antigone for mandskor og orkester (1841)
- Op. 56, Symfoni Nr. 3 i a-mol (Den Skotske) (1841–1842)
- Op. 57, Seks lieder for vokal og klaver
  - Nr. 1 "Altdeutsches Lied: Es ist in den Wald gesungen"
  - Nr. 2 "Hirtenlied: O Winter, schlimmer Winter"
  - Nr. 3 "Suleika: Was bedeutet die Bewegung?"
  - Nr. 4 "O Jugend, o schöne Rosenzeit!: Von allen schönen Kindern auf der Welt"
  - Nr. 5 "Venetianisches Gondellied: Wenn durch die Piazetta"
  - Nr. 6 "Wanderlied: Laue Luft kommt blau geflossen"
- Op. 58, Cellosonate Nr. 2 i D-dur (1843)
- Op. 59, Im Grünen, seks lieder for blandet vokal a cappella (1837–1843)
  - Nr. 1 "Im Grünen: Im Grün erwacht der frische Muth"
  - Nr. 2 "Frühzeitiger Frühling: Tage der Wonne, kommt ihr so bald"
  - Nr. 3 "Abschied vom Wald: O Thaler weit, o Höhen"
  - Nr. 4 "Die Nachtigall: Die Nachtigall, sie war entfernt"
  - Nr. 5 "Ruhetal: Wann im letzten Abendstrahl"
  - Nr. 6 "Jagdlied: Durch schwankende Wipfel"
- Op. 60, Die erste Walpurgisnacht for kor og orkester (1831, 1843)

#### Opus 61-72
- Op. 61, Ledsagemusik til En skærsommernatsdrøm (1842)
  - Scherzo
  - Notturno
  - Bryllupsmarch
- Op. 62, Lieder ohne Worte for klaver, bog 5 (1842–1844)
  - Nr. 1 Andante espressivo i G-dur
  - Nr. 2 Allegro con fuoco i B-dur
  - Nr. 3 Andante maestoso i e-mol ("Trauermarsch")
  - Nr. 4 Allegro con anima i G-dur
  - Nr. 5 Andante con moto i a-mol ("Venezianisches Gondellied" eller Veneziansk Barkarole Nr. 3)
  - Nr. 6 Allegretto grazioso i a-mol ("Frühlingslied")
- Op. 63, Seks lieder for vokal og klaver (1836–1845)
  - Nr. 1 "Ich wollt' meine Lieb' ergösse sich: Ich wollt' meine Lieb' ergösse sich"
  - Nr. 2 "Abschied der Zugvögel: Wie war so schön doch Wald und Feld!"
  - Nr. 3 "Gruss: Wohin ich geh' und schaue"
  - Nr. 4 "Herbstlied: Ach, wie so bald verhallet der Reigen"
  - Nr. 5 "Volkslied: O sah' ich auf der Haide dort im Sturme dich"
  - Nr. 6 "Maiglöckchen und die Blümelein: Maiglöckchen läutet in dem Thal"
- Op. 64, Violinkoncert i e-mol (1844)
- Op. 65, Seks orgelsonater
  - Nr. 1 Orgelsonate Nr. 1 i f-mol (1844)
  - Nr. 2 Orgelsonate Nr. 2 i c-mol (1844)
  - Nr. 3 Orgelsonate Nr. 3 i A-dur (1844)
  - Nr. 4 Orgelsonate Nr. 4 i B-dur (1845)
  - Nr. 5 Orgelsonate Nr. 5 i D-dur (1844)
  - Nr. 6 Orgelsonate Nr. 6 i d-mol (1845)
- Op. 66, Klavertrio Nr. 2 i c-mol (1845)
- Op. 67, Lieder ohne Worte for klaver, bog 6 (1843–1845)
  - Nr. 1 Andante i Es-dur
  - Nr. 2 Allegro leggiero i f-mol
  - Nr. 3 Andante tranquillo i B-dur
  - Nr. 4 Presto i C-dur ("Spinnerlied")
  - Nr. 5 Moderato i h-mol
  - Nr. 6 Allegro non troppo i E-dur
- Op. 68, Festgesang an die Künstler: Der Menschheit Würde for mandskor og akkompagnement (1846)
- Op. 69, Tre motetter for kor (1847)
  - Nr. 1 Nunc dimittis
  - Nr. 2 Jubilate
  - Nr. 3 Magnificat
- Op. 70, Elias (oratorium) for kor og orkester (1846)
- Op. 71, Seks lieder for vokal og klaver
  - Nr. 1 "Tröstung: Werde heiter, mein Gemüthe"
  - Nr. 2 "Frühlingslied: Der Frühling naht mit Brausen"
  - Nr. 3 "An die Entfernte: Diese Rose pflück' ich hier"
  - Nr. 4 "Schilflied: Auf dem Teich, dem regungslosen"
  - Nr. 5 "Auf der Wanderschaft: Ich wand're fort ins ferne Land"
  - Nr. 6 "Nachtlied: Vergangen ist der lichte Tag"
- Op. 72, Kinderstücke for klaver (1842)
  - Nr. 1 Allegro non troppo i G-dur
  - Nr. 2 Andante sostenuto i Es-dur
  - Nr. 3 Allegretto i G-dur
  - Nr. 4 Andante con moto i D-dur
  - Nr. 5 Allegro assai i g-mol
  - Nr. 6 Vivace i F-dur

### Værker med opusnummer tildelt posthumt

#### Opus 73-80
- Op. 73, Lauda Sion, kantate for kor og orkester (1846)
  - Lauda Sion salvatorem
  - Laudis thema specialis
  - Sit laus plena sit sonora
  - In hac mensa novi regis
  - Docti sacris institutis
  - Caro cibus, sanguis potus
  - Sumit unus, summunt mille
- Op. 74, Athalie (1845)
- Op. 75, Wandersmann
  - Nr. 1 "Der frohe Wandersmann: Wem Gott will rechte Gunst"
  - Nr. 2 "Abendständchen: Schlafe, Liebchen, weil's auf Erden"
  - Nr. 3 "Trinklied: So lang man nüchtern ist"
  - Nr. 4 "Abschiedstafel: So ruckt denn in die Runde"
- Op. 76, Fire lieder for fire mandlige solister (1844–1846)
  - Nr. 1 "Das Lied vom braven Mann: Gaben mir Rath und gute Lehren"
  - Nr. 2 "Rheinweinlied: Wo solch' ein Feuer noch gedeiht"
  - Nr. 3 "Lied für die Deutschen in Lyon: Was uns eint als deutsche"
  - Nr. 4 "Comitat: Nun zu guter Letzt"
- Op. 77, Tre lieder for vokal og klaver (1836–1847)
  - Nr. 1 "Sonntagsmorgen: Das ist der Tag des Herrn"
  - Nr. 2 "Das Ährenfeld: Ein Leben war's im Ährenfeld"
  - Nr. 3 "Lied aus "Ruy Blas": Wozu der Vöglein Chöre belauschen fern und nah?"
- Op. 78, Tre salmer for a cappella-kor
  - Nr. 1 Salme II ("Warum toben die Heiden") (1843)
  - Nr. 2 Salme XLIII ("Richte mich, Gott und führe meine Sache") (1844)
  - Nr. 3 Salme XXII ("Mein Gott, warum hast du mich verlassen") (1844)
- Op. 79, Six Anthems (Sechs Sprüche) for otte stemmer a cappella (1844–1846)
  - Nr. 1 "Rejoice, O ye people" ("Frohlocket, ihr Völker auf Erden")
  - Nr. 2 "Thou, Lord, hast been our refuge" ("Herr Gott, du bist unsre Zuflucht")
  - Nr. 3 "Above all praise" ("Erhaben, o Herr, über alles Lob")
  - Nr. 4 "Lord, on our offences" ("Herr, gedenke nicht unsrer Übelthaten")
  - Nr. 5 "Let our hearts be joyful" ("Lasset uns frohlocken")
  - Nr. 6 "For our offences ("Um unsrer Sünden")
- Op. 80, Strygekvartet Nr. 6 i f-mol (1847)

#### Opus 81-100
- Op. 81, Fire stykker for strygekvartet
  - Nr. 1 Andante i E-dur
  - Nr. 2 Scherzo i a-mol
  - Nr. 3 Capriccio i e-mol
  - Nr. 4 Fugue i Es-dur
- Op. 82, Variationer i Es-dur for klaver (1841)
- Op. 83, Variationer i B-dur for klaver (findes også i en firhændig version) (1841)
- Op. 84, Tre lieder for basstemme og klaver (1831–1839)
  - Nr. 1 "Da lieg' ich unter den Bäumen: Da lieg' ich unter den Bäumen"
  - Nr. 2 "Herbstlied: Im Walde rauschen dürre Blätter"
  - Nr. 3 "Jagdlied: Mit Lust that ich ausreiten"
- Op. 85, Lieder ohne Worte for klaver, bog 7 (1834–1845)
  - Nr. 1 Andante espressivo i F-dur
  - Nr. 2 Allegro agitato i a-mol
  - Nr. 3 Presto i Es-dur
  - Nr. 4 Andante sostenuto i D-dur
  - Nr. 5 Allegretto i A-dur
  - Nr. 6 Allegretto con moto i B-dur
- Op. 86, Seks sange for vokal og klaver (1826–1847)
  - Nr. 1 "Es lauschte das Laub: Es lauschte das Laub so dunkelgrun"
  - Nr. 2 "Morgenlied: Erwacht in neuer Starke"
  - Nr. 3 "Die Liebende schreibt: Ein Blick von deinen Augen"
  - Nr. 4 "Allnächtlich im Traume seh' ich dich: Allnächtlich im Traume"
  - Nr. 5 "Der Mond: Mein Herz ist wie die dunkle Nacht"
  - Nr. 6 "Altdeutsches Frühlingslied: Der trübe Winter ist vorbei"
- Op. 87, Strygekvintet Nr. 2 i B-dur (1845)
- Op. 88, Seks lieder for fire blandede stemmer a cappella (1839–1844)
  - Nr. 1 "Neujahrslied: Mit der Freude zieht der Schmerz"
  - Nr. 2 "Der Glückliche: Ich hab' ein Liebchen"
  - Nr. 3 "Hirtenlied: O Winter, schlimmer Winter"
  - Nr. 4 "Die Waldvöglein: Kommt, lasst uns geh'n spazieren"
  - Nr. 5 "Deutschland: Durch tiefe Nacht ein Brausen zieht"
  - Nr. 6 "Der wandernde Musikant: Durch Feld und Buchenhallen"
- Op. 89, Die Heimkehr aus der Fremde (syngespil) (1829)
- Op. 90, Symfoni Nr. 4 i A-dur (Den Italienske) (1833)
- Op. 91, Salme XCVIII ("Sing to the Lord a new song") for kor, orkester og orgel (1843)
- Op. 92, Allegro brilliant i A-dur for firhændigt klaver (1841)
- Op. 93, Ødipus i Kolonos (1845)
- Op. 94, Infelice: Unglückselge! … Kehret wieder i B-dur for sopran og orkester (to versioner: London 1834 og Leipzig 1842)
- Op. 95, Ouverture i c-mol ("Ruy Blas") for orkester (1839)
- Op. 96, Lass', o Herr for kor og orkester (1840–1843)
- Op. 97, Christus (oratorium) (ufuldendt)
- Op. 98, Loreley (opera) (ufuldendt) (1847)
- Op. 99, Seks sange for vokal og klaver (1841–1845)
  - Nr. 1 "Erster Verlust: Ach, wer bringt die schönen Tage"
  - Nr. 2 "Die Sterne schau'n in stiller Nacht: Die Sterne schau'n in stiller Nacht"
  - Nr. 3 "Lieblingsplätzchen: Wisst ihr, wo ich gerne weil'"
  - Nr. 4 "Das Schifflein: Ein Schifflein ziehet leise"
  - Nr. 5 "Wenn sich zwei Herzen scheiden: Wenn sich zwei Herzen scheiden"
  - Nr. 6 "Es weiss und rath es doch Keiner: Es weiss und rath es doch Keiner"
- Op. 100, Fire lieder for fire sangere a cappella (1839–1844)
  - Nr. 1 "Andenken: Die Bäume grünen überall"
  - Nr. 2 "Lob des Frühlings: Saatengrün, Veilchenduft"
  - Nr. 3 "Frühlingslied: Berg und Thal will ich durchstreifen"
  - Nr. 4 "Im Wald: O Wald, du kühlender Bronnen"

#### Opus 101-121
- Op. 101, Ouverture i C-dur for orkester ("Trompetouverture") (1826)
- Op. 102, Lieder ohne Worte for klaver, bog 8 (1842–1845)
  - Nr. 1 Andante un poco agitato i e-mol
  - Nr. 2 Adagio i D-dur
  - Nr. 3 Presto i C-dur
  - Nr. 4 Un poco agitato, ma andante i g-mol
  - Nr. 5 Allegro vivace i A-dur ("Kinderstuck")
  - Nr. 6 Andante i C-dur
- Op. 103, Trauermarsch (Sørgemarch) i a-mol for militærorkester (1836)
- Op. 104a, Tre præludier for klaver (1834)
  - Nr. 1 Præludium i B-dur
  - Nr. 2 Præludium i h-mol
  - Nr. 3 Præludium i D-dur
- Op. 104b, Tre etuder for klaver (1834–1838)
  - Nr. 1 Etude i b-mol
  - Nr. 2 Etude i F-dur
  - Nr. 3 Etude i a-mol
- Op. 105, Klaversonate Nr. 2 i g-mol (1821)
- Op. 106, Klaversonate Nr. 3 i B-dur (1827)
- Op. 107, Symfoni Nr. 5 i D-dur/d-mol ("Reformation") (1830)
- Op. 108, March i D-dur for orkester (1841)
- Op. 109, Lieder ohne Worte i D-dur for cello og klaver (1845)
- Op. 110, Klaversekstet i D-dur (1824)
- Op. 111, Tu es Petrus i A-dur for fire sangere og orkester (1827)
- Op. 112, To kirkelige sange for vokal og klaver (1835)
  - Nr. 1 "Doch der Herr, er leitet die Irrenden recht"
  - Nr. 2 "Der du die Menschen lassest sterben"
- Op. 113, Koncertstykke i f-mol for klarinet, bassethorn og klaver (1833)
- Op. 114, Koncertstykke i d-mol for klarinet, bassethorn og klaver (1833)
- Op. 115, To kirkelige korværker for mandskor a cappella (1833)
  - Nr. 1 "Beati mortui: Beati mortui in Domino"
  - Nr. 2 "Periti autem: Periti autem fulgebunt"
- Op. 116, Trauer-Gesang: Sahst du ihn herniederschweben in der Morgen i g-mol for blandet kor a cappella (1845)
- Op. 117, Album-leaf i e-mol for klaver (1837)
- Op. 118, Capriccio i E-dur for klaver (1837)
- Op. 119, Perpetuum mobile i C-dur for klaver
- Op. 120, Fire lieder for fire mandlige sangere a cappella (1837–1847)
  - Nr. 1 "Jagdlied: Auf, ihr Herrn und Damen schön"
  - Nr. 2 "Morgengruss des Thüringischen Sangerbundes: Seid gegrüsset, traute Bruder"
  - Nr. 3 "Im Süden: Süsse Dufte, milde Lüfte"
  - Nr. 4 "Zigeunerlied: Im Nebelgeriesel, im tiefen Schnee"
- Op. 121, Adspice Domine de sede for mandskor og cello (1833)
  - Adspice Domine de sede
  - Asperi oculos tuos
  - Qui regis Israel
  - Asperi oculos tuos
  - O lux beata

### Værker med WoO-numre

#### WoO 1-10
- WoO 1, Etude i f-mol for klaver (1826)
- WoO 2, Scherzo i h-mol for klaver (1829)
- WoO 3, Scherzo a capriccio i fis-mol for klaver (1835/36)
- WoO 4, To romancer for vokal og klaver (1833/34)
  - Nr. 1 There be none of beauty's daughters (1833)
  - Nr. 2 Sun of the sleepless (1834)
- WoO 5, Dona nobis pacem for kor, orkester og orgel (1831)
- WoO 6, Andante cantabile e Presto agitato i H-dur for klaver (1838)
- WoO 7, Der Blumenkranz: An Celia's Baum, sang (1829)
- WoO 8, Ersatz für Unbestand: Lieblich mundet der Becher Wein for fire mandlige sangere (1839)
- WoO 9, Festgesang zum Gutenbergfest for kor og orkester (1840)
- WoO 10, Gondellied for klaver (1837)

#### WoO 11-20
- WoO 11, Tre folkesange
  - Nr. 1 Wie kann ich froh und lustig sein?
  - Nr. 2 Abendlied
  - Nr. 3 Wasserfahrt
- WoO 12, Lord! Have mercy upon us for a cappella-kor (1833)
- WoO 13, Præludium og Fuga for klaver (1827/41)
- WoO 14, Tre kirkelige sange (1840)
  - Nr. 1 Lass', o Herr, mich Hülfe finden
  - Nr. 2 Deines Kind's Gebet erhöre (for kor)
  - Nr. 3 Herr, wir trau'n auf deine Güte
- WoO 15, Hör mein Bitten / Hear My Prayer (salme) (1844)
- WoO 16, Warnung vor dem Rhein (sange)
- WoO 17, To sange (1835)
  - Nr. 1 Das Waldschloss
  - Nr. 2 Pagenlied
- WoO 18, To sange (1834/41)
  - Nr. 1 Ich hör' ein Vöglein (A. Böttger) (1841)
  - Nr. 2 Todeslied der Bojaren (C. Immermann) (1834)
- WoO 19, Andante cantabile e Presto agitato i B-dur/g-mol for klaver
- WoO 20, Seemanns Scheidelied, sang (1831)

#### WoO 21-29
- WoO 21, Nachtgesang (for fire mandlige sangere) (1842)
- WoO 22, Die Stiftungsfeier (for fire mandlige sangere) (1842)
- WoO 23, Des Mädchens Klage, sang
- WoO 24, Kyrie eleison (1846)
- WoO 25, Duo concertant, variationer over Carl Maria von Webers march 'La preciosa' for to klaverer (1833)
- WoO 26, Ehre sei Gott in der Höhe (1846)
- WoO 27, Heilig for kor
- WoO 28, Salme 100, Jauchzet dem Herrn alle Welt (1842)
- WoO 29 - Te Deum (1832)

### Værker uden opus- eller WoO-nummer
- Violinsonate i F-dur (1820)
- Trio for klaver, violin og bratsch i c-mol (1820)
- 19 ukategoriserede værker (samt talrige fragmenter) for orgel (1820–1845)
- Klaverkvartet i d-mol (1821)
- Symfoni for strygere nr. 1 i C-dur (1821)
- Symfoni for strygere nr. 2 i D-dur (1821)
- Symfoni for strygere nr. 3 i e-mol (1821)
- Symfoni for strygere nr. 4 i c-mol (1821)
- Symfoni for strygere nr. 5 i B-dur (1821)
- Symfoni for strygere nr. 6 i Es-dur (1821)
- Symfoni for strygere nr. 7 i d-mol (1822)
- Symfoni for strygere nr. 8 i D-dur (1822)
- Koncert for klaver og strygere i a-mol (1822)
- Symfoni for strygere nr. 9 i C-dur (1823)
- Koncert for violin i d-mol (1822)
- Symfoni for strygere nr. 10 i b-mol (1823)
- Symfoni for strygere nr. 11 i F-dur (1823)
- Fuga (Symfoni for strygere nr. 12) i g-mol (1823)
- Koncert for to klaverer i E-dur (1823)
- Symfoni for strygere nr. 13 i c-mol (1823)
- Strygekvartet i Es-dur (1823)
- Bratschsonate i c-mol (1823–24)
- Koncert for to klaverer og orkester i As-dur (1824)
- Klarinetsonate i Es-dur (1824)
- Assai tranquillo i h-mol for cello og klaver (1835)[3]
- Violinsonate i F-dur (1838)

#### Tabte værker
- To Barnesymfonier opført i Berlin juleaften 1827 og 1828.